# Kazimierz Domański
Kazimierz Domański (* 8. September 1934 in Uschnja; † 4. Juli 2018 in Warschau) war ein polnischer Radrennfahrer und nationaler Meister im Radsport.

## Sportliche Laufbahn
Domański war im Straßenradsport aktiv. 1958 siegte er in der nationalen Meisterschaft im Mannschaftszeitfahren. In der Meisterschaft im Straßenrennen wurde er 1962 Zweiter hinter Jan Kudra.
1961 gewann er eine Etappe der Polen-Rundfahrt und startete im britischen Milk Race, das er auf dem 29. Rang beendete. In der Polen-Rundfahrt war er Vierter geworden. 1962 wurde er 10. der Polen-Rundfahrt und kam in der Internationalen Friedensfahrt auf den 54. Platz.